# Bötersen
Bötersen è un comune di 1.090 abitanti della Bassa Sassonia, in Germania.
Appartiene al circondario (Landkreis) di Rotenburg (Wümme) (targa ROW) ed è parte della comunità amministrativa (Samtgemeinde) di Sottrum.
Il territorio comunale comprende, oltre al capoluogo Bötersen, le frazioni (Ortsteil) di Höperhöfen e Jeerhof.